# Tarenna junodii
Tarenna junodii är en måreväxtart som först beskrevs av Schinz, och fick sitt nu gällande namn av Cornelis Eliza Bertus Bremekamp. Tarenna junodii ingår i släktet Tarenna och familjen måreväxter. Inga underarter finns listade i Catalogue of Life.